# Lisa et le Diable
Pour plus de détails, voir Fiche technique et Distribution.
Lisa et le Diable (Lisa e il diavolo) est un film d'épouvante fantastique ouest-germano-hispano-italien réalisé par Mario Bava et sorti en 1973. 
Le film met en vedette Elke Sommer dans le rôle d'une jeune touriste qui se perd à Tolède et passe la nuit dans une villa appartenant à une mystérieuse famille d'aristocrates espagnols, réduite à une contesse et son fils, secondés par un majordome omniprésent qui ressemble au diable en personne.
Présenté au festival de Cannes 1973, puis au festival d'Avoriaz et enfin à Barcelone, le film rencontre des difficultés considérables pour être distribué et exploité dans les cinémas européens. Afin de profiter du succès de L'Exorciste de William Friedkin sorti entre-temps, le producteur Alfredo Leone et Lamberto Bava décident de tourner des scènes additionnelles sur le thème de l'exorcisme et ils commercialisent une version remontée sous le titre La Maison de l'exorcisme (La casa dell'esorcismo) ; cette nouvelle version est présentée comme un plagiat de L'Exorciste, le personnage principal étant possédé et racontant à un prêtre qui cherche à l'exorciser l'histoire de sa possession. 
C'est cette version remontée qui sort en France le 28 septembre 1977. Ce n'est qu'avec les sorties vidéo et DVD dans les années 1990 que la version originale Lisa et le Diable, qui a été plusieurs années introuvable, est désormais disponible.

## Synopsis

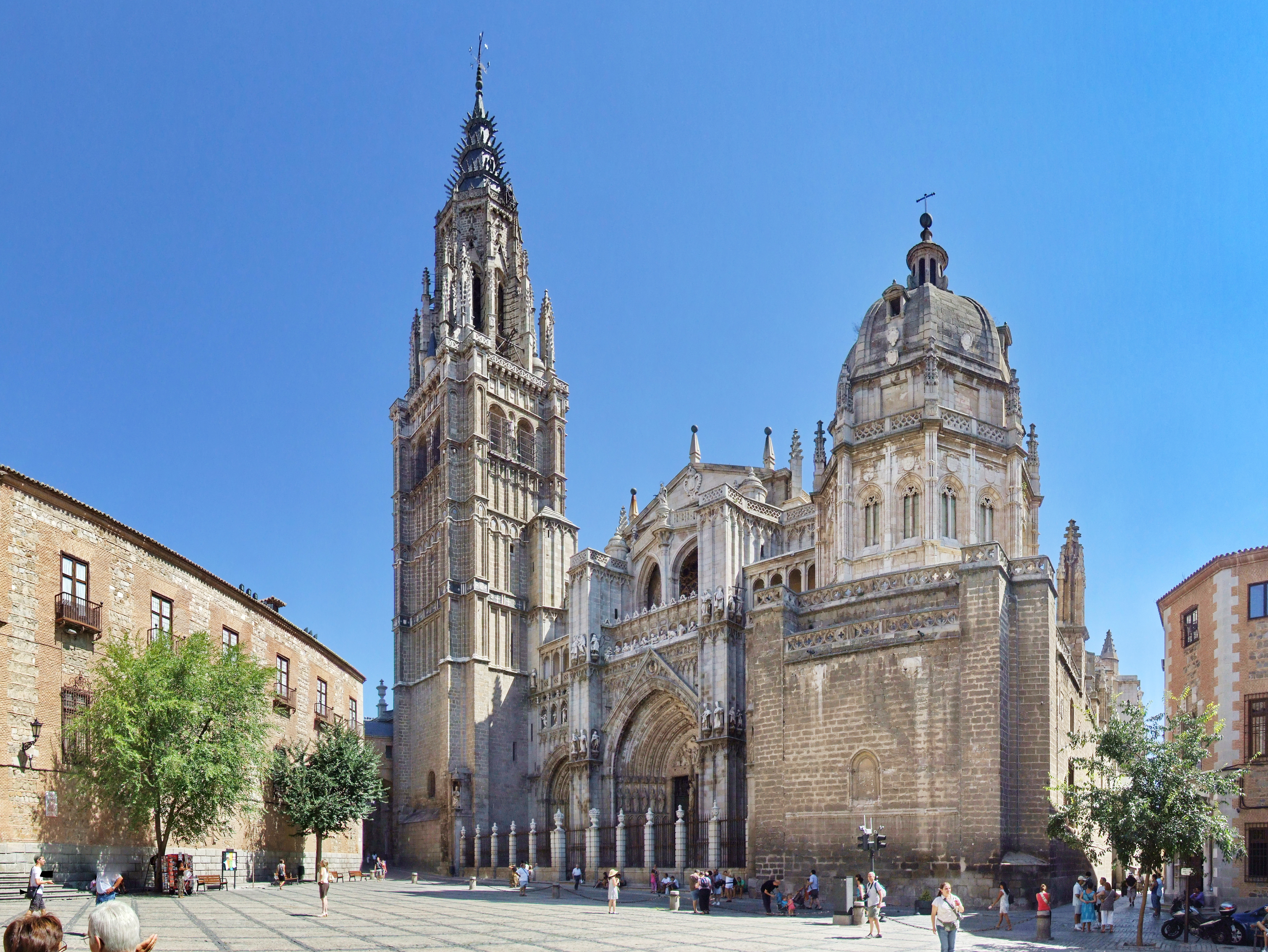
Au tout début du film, l'autocar de touristes fait halte devant la cathédrale Sainte-Marie de Tolède.

L'autocar d'un groupe de touristes en voyage organisé s'arrête au pied de la cathédrale Sainte-Marie de Tolède. Lisa Reiner fait partie du groupe et suit la visite guidée à travers la vieille ville de Tolède. Le guide touristique leur montre notamment les vestiges d'une fresque datant du XIIe siècle sur lequel se remarque le portrait d'un être d'apparence quasi humaine et doté d'ailes de chauve-souris, qu'on appelle le « Diable portant les morts ». Lisa s'éloigne ensuite du groupe pour aller faire ses emplettes dans un commerce hétéroclite. Elle y rencontre un homme nommé Leandro, qui achète un mannequin et une boîte à musique que Lisa voulait acquérir. En raison de la ressemblance de Leandro avec le portrait du diable de la fresque qu'elle vient de voir, Lisa s'enfuit, avant d'être confrontée à un homme moustachu qui semble la reconnaître et l'appelle Elena. Lisa essaye de se débattre et l'homme tombe dans des escaliers et perd connaissance.
Ne retrouvant pas le groupe, Lisa se réfugie chez un couple et leur chauffeur, qui acceptent de l'aider à rejoindre son hôtel. Mais leur voiture tombe en panne devant un manoir en ruines où Lisa découvre que Leandro travaille comme majordome. Le couple (une jeune femme et un homme plus âgé) persuade Leandro de les accueillir pendant que le chauffeur (l'amant de la jeune femme) répare la voiture. Lisa tente de s'enfuir, mais Maximilien, un résident du manoir, l'en empêche et accepte de les héberger malgré les objections de sa mère, une comtesse aveugle.
L'inquiétant moustachu continue de traquer Lisa tandis que d'autres bizzareries se produisent : la comtesse et son fils ont un quatrième invité dans le manoir. Ce personnage mystérieux est retenu prisonnier dans une pièce secrète. La comtesse, Maximilien, Leandro et l'homme moustachu (qui s'avère être Carlos, le second mari de la comtesse) prétendent que Lisa est en fait Elena, la petite amie de Maximilien, perdue de vue depuis longtemps et que sa mère jalouse avait autrefois fait fuir.
Une série de rêves éveillés révèle qu'Elena couchait secrètement avec Carlos et qu'il complotait pour quitter la comtesse jalouse et recluse. Lisa panique après avoir vu Leandro préparer le corps de Carlos pour l'enterrement, juxtaposé à Carlos vivant. Carlos tente d'emmener Lisa une dernière fois, mais Maximilien le tue. Lisa s'évanouit lorsque le corps de Carlos se transforme en mannequin que Leandro a acheté au magasin. Leandro répare le mannequin (dont le visage s'est disloqué à la suite de la tentative de meurtre).
Un mystérieux personnage tue prestement le chauffeur après qu'il a réparé la voiture. Leandro propose à ses employeurs de couvrir le crime à condition qu'ils le laissent se débarrasser du corps. Lorsque le mari exige que sa femme parte avec lui, elle lui roule dessus, avant d'être sauvagement assassinée par Maximilien.

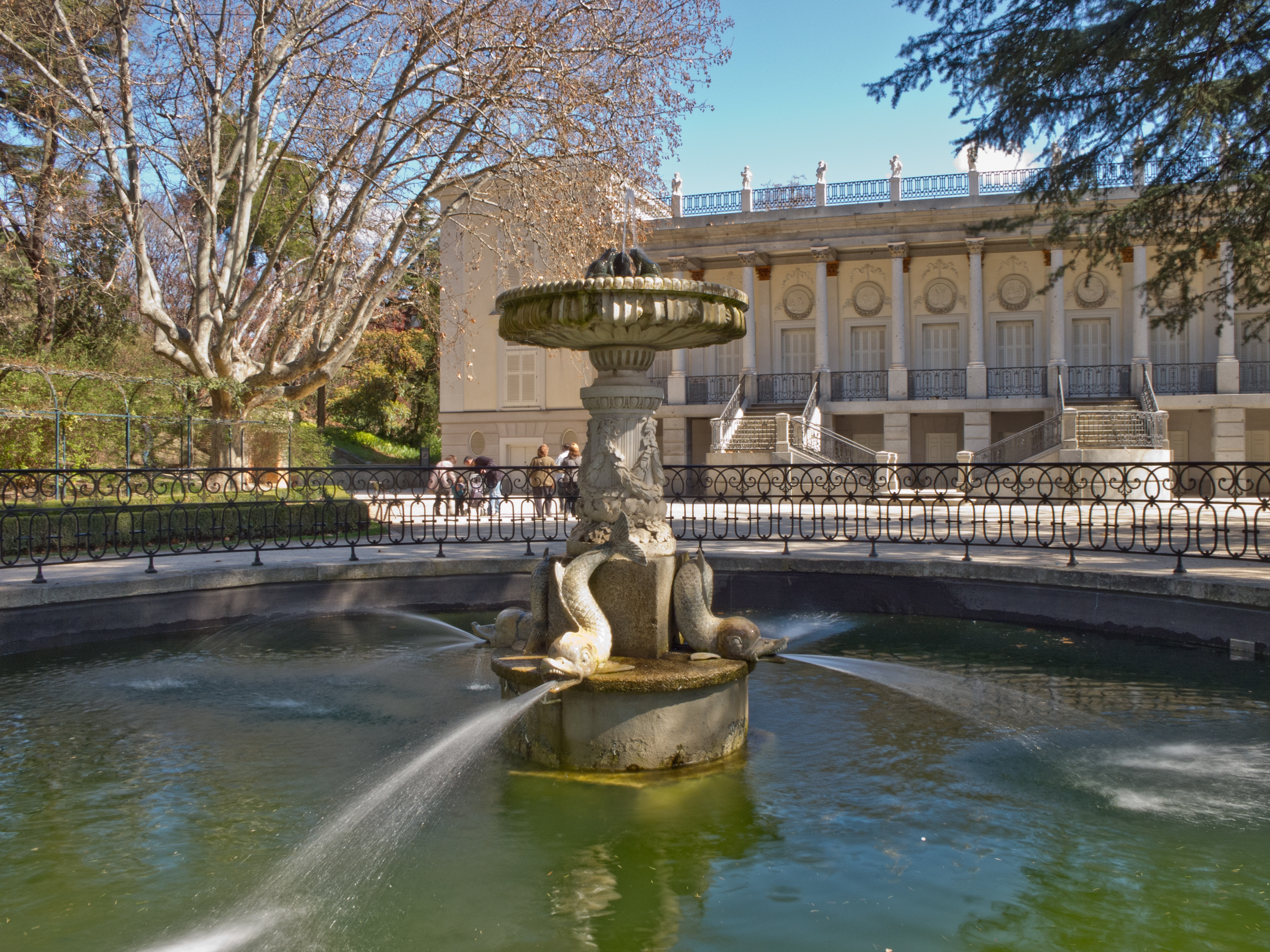
Le palais des ducs d'Osuna dans le Parc El Capricho à Madrid est un lieu de tournage utilisé pour représenter l'extérieur de la villa principale du film.

Alors que Lisa est inconsciente, Leandro l'habille comme Elena. Il prononce un discours dans lequel il explique qu'il est un démon redevable à la comtesse et à son fils. Le manoir est maudit et la comtesse, son fils, le couple, leur chauffeur et Elena sont forcés de revivre leur mort encore et encore, le démon se procurant des mannequins pour représenter les joueurs alors qu'ils répètent le cycle de la mort. L'arrivée de Lisa l'a finalement empêché de trouver un mannequin à son effigie à elle.
Lisa se réveille et voit la comtesse, qui a découvert le cadavre de la jeune épouse. Lisa a l'intention de s'échapper, mais Maximilien, désemparé, commence à croire que Lisa ressemble à Elena. Il l'emmène dans sa chambre secrète, où le cadavre et le fantôme d'Elena se révèlent être la mystérieuse prisonnière. Maximilien drogue Lisa, la déshabille et la viole, mais le fantôme d'Elena se moque de lui en plein viol et l'oblige à s'arrêter. Furieux, il descend avouer ses crimes à sa mère, qui veut qu'il tue Lisa pour que personne ne découvre ce qu'il a fait.
Maximilien révèle à sa mère ses crimes : après avoir assassiné son beau-père pour se venger de sa trahison envers la comtesse et son beau-fils, Maximilien a ensuite emprisonné Elena plutôt que de risquer de la laisser partir et d'informer la police. Maximilien tue sa mère lorsqu'il comprend qu'elle ne le laissera jamais la quitter ou lui permettre d'avoir une relation avec Lisa.
Après coup, Maximilien est choqué de trouver toutes ses victimes (le couple marié, leur chauffeur et Elena) qui l'attendent à une table. Sa mère réapparaît dans l'état où elle a été assassinée et, alors qu'elle tente de le tuer, Maximilien tombe d'une fenêtre et s'empale sur la clôture métallique en contrebas. Leandro se révèle derrière les cadavres qui font leur apparition et annonce que Maximilien a « glissé accidentellement ».
Lisa se réveille le lendemain matin, nue, alors que le manoir est tombé en ruines. Elle trouve le mannequin représentant Maximilien, qui la supplie de rester. Plus tard, en ville, elle croise Leandro, à qui le commerçant offre une poupée représentant Elena. Leandro refuse la poupée alors que Lisa monte à bord de son avion, avec l'intention de quitter l'Espagne. L'avion est vide. Elle découvre les cadavres des hommes et des femmes qu'elle a rencontrés la nuit précédente. Elle se précipite à la recherche du pilote et découvre qu'il s'agit de Leandro. Lisa s'effondre, redevenant un mannequin, car il est sous-entendu que Lisa était une sorte de réincarnation/double mannequin d'Elena et que Leandro l'a récupérée.

## Fiche technique
- Titre français : Lisa et le Diable ou La Maison de l'exorcisme[2]
- Titre italien original : Lisa e il diavolo ou La casa dell'esorcismo[3]
- Titre espagnol : El diablo se lleva los muertos[4]
- Titre allemand : Lisa und der Teufel[5]
- Réalisateur : Mario Bava
- Scénario : Mario Bava, Roberto Natale, Romano Migliorini, Giorgio Maulini, Francesca Rusicka
- Photographie : Cecilio Paniagua
- Montage : Carlo Reali
- Musique : Carlo Savina
- Décors : Rafael Ferri
- Maquillage : 	Adalgisa Favella, Francesco Freda, Fabrizio Sforza
- Production : Alfredo Leone, José Gutierrez Maesso, Ludwig Waldleitner
- Société de production : Leone International Film, Euro America (Rome), Tecisa Film (Madrid), Roxy Film (Munich)
- Pays de production :  Italie -  Espagne -  Allemagne de l'Ouest
- Langue originale : italien
- Format : couleur par Eastmancolor - 1,85:1 - Son mono - 35 mm
- Durée : 95 minutes
- Genre : film d'épouvante fantastique
- Dates de sortie :
  - France : 9 mai 1973 (Festival de Cannes 1973) ; janvier 1974 (Festival d'Avoriaz) ; 28 septembre 1977 (sortie cinéma de La Maison de l'exorcisme)[2]
  - Espagne : 25 novembre 1974 (Barcelone)
  - Italie : 2 avril 1975 (sortie cinéma limitée de La Maison de l'exorcisme)
  - Allemagne de l'Ouest : avril 1985 (directement en vidéo)
- Interdit aux moins de 12 ans

## Distribution
- Elke Sommer (VF : Perrette Pradier) : Lisa Ryan / Elena
- Alessio Orano (VF : Claude Mercutio) : Maximilien
- Sylva Koscina : Sofia Lehar
- Telly Savalas (VF : Henry Djanik) : Leandro / Satan
- Alida Valli : la comtesse
- Espartaco Santoni : Carlo
- Eduardo Fajardo : Francis Lehar
- Gabriele Tinti (VF : Sady Rebbot) : George, le chauffeur
- Kathy Leone : l'amie de Lisa
- Franz von Treuberg : le vendeur

Acteurs additionnels dans La Maison de l'exorcisme.
- Robert Alda (VF : Roland Ménard) : père Michael
- Carmen Silva : Anna

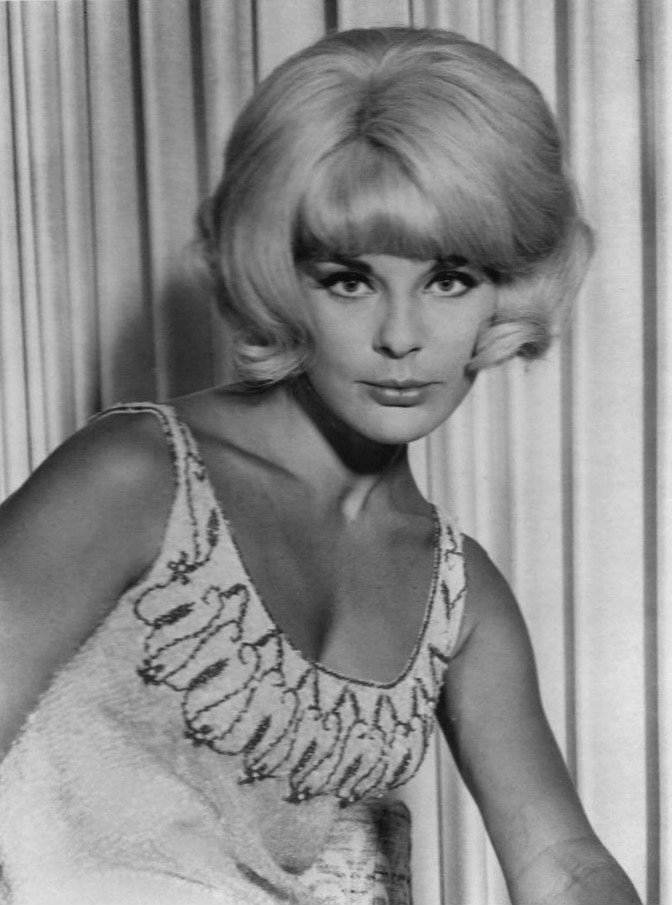
Elke Sommer (ici en 1965) incarne Lisa/Elena.
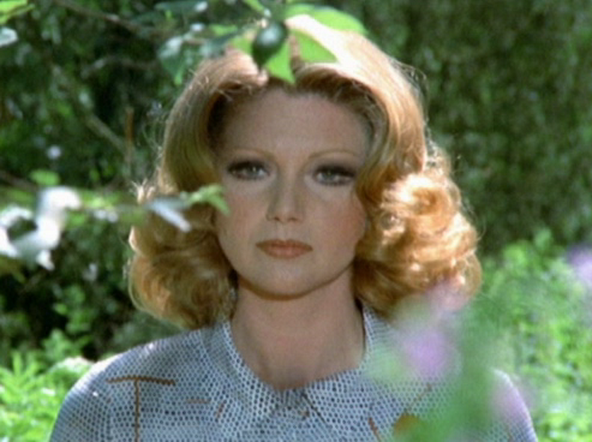
Sylva Koscina incarne Sofia Lehar.
Alessio Orano incarne Massimiliano.
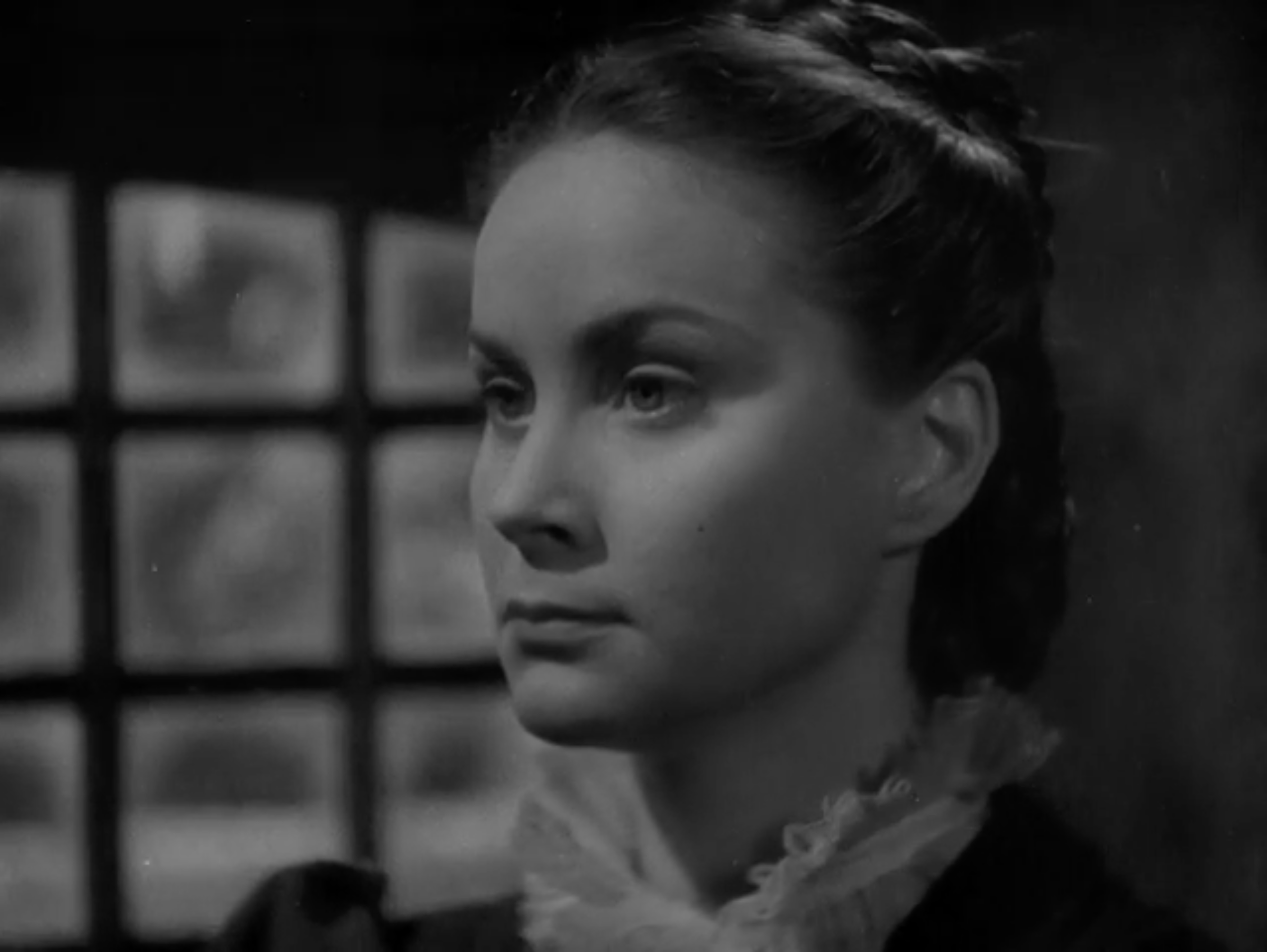
Alida Valli (ici en 1947) incarne le comtesse.

## Production
Lisa et le Diable est le troisième film que le cinéaste Mario Bava réalise en collaboration avec le producteur Alfredo Leone, qui accorde à Bava carte blanche pour faire le film qu'il souhaite après le grand succès commercial à l'international du film Baron vampire (1972). Le scénario est écrit par Giorgio Maulini, Romano Migliorini et Roberto Natale d'après une idée originale de la petite amie de Maulini, Francesca Rusicka.
Le tournage du film commence sous le titre de travail Il diavolo e i morti (litt. « Le diable et les morts ») en Espagne, du début septembre à la fin novembre 1972. Les extérieurs sont tournés à Tolède ainsi qu'à Madrid, où le palais des ducs d'Osuna dans le parc El Capricho est utilisé pour représenter l'extérieur de la villa principale du film. L'intérieur de la villa est tourné à Rome, dans le Villino Crespi.
Selon Lamberto Bava, certaines lignes de dialogue du film ont été reprises mot pour mot du roman de Fiodor Dostoïevski Les Démons (Бѣсы, 1871). 
L'histoire et le scénario sont crédités à Mario Bava et Alfredo Leone dans le générique anglais du film, tandis que le générique de la version italienne originale inclut Maulini, Migliorini et Natale. Francesca Rusicka était une non-professionnelle et est restée non créditée pour ses contributions au film.

## Exploitation
Lisa et le Diable a été projeté pour la première fois au Marché du film de Cannes le 9 mai 1973. Le critique et historien italien Roberto Curti a qualifié cette projection de « catastrophique ». Le film a été soumis à la censure cinématographique italienne en novembre 1973 avec une durée de 86 minutes et 25 secondes, une version plus courte que la sortie en salles en Espagne. Le film est sorti en salles en Espagne le 25 novembre 1974 à Barcelone, puis à Madrid en mars 1975. Le montage espagnol comprenait une version plus sanglante de la scène de mort de Koscina, des scènes de sexe raccourcies et une partie du dénouement supprimée. La version de Lisa et le Diable n'a jamais été distribuée en salles en Italie dans sa forme originale.

### La Maison de l'exorcisme
Confronté aux difficultés de la distribution et de l'exploitation de Lisa et le Diable en salles et étant témoin de la grande popularité du film L'Exorciste lors de sa sortie en Europe en septembre 1974, Alfredo Leone approche Mario Bava pour lui proposer d'ajouter des scènes d'exorcisme au film pour aider sa commercialisation. Mario Bava accepte que Leone tourne une nouvelle version pour le marché américain, en envoyant son fils Lamberto pour l'aider. La nouvelle version, intitulée La Maison de l'exorcisme, ajoute 30 minutes d'introduction et de conclusion au film, faisant du film original un long flashback central sous la forme des souvenirs de l'héroïne. Les scènes de possession sont tournées en trois semaines avec 300 000 dollars de budget supplémentaire. Un nouveau personnage qui figure dans la version additionnelle est le père Michael, un exorciste joué par l'acteur américain Robert Alda. Leone a déclaré que les scènes supplémentaires avaient été tournées par Mario et lui-même. Lamberto a déclaré que « certaines scènes de La Maison de l'exorcisme ont été dirigées par Leone, tandis que pour les autres scènes, c'est moi qui lui ai appris à les réaliser, techniquement parlant ». Interrogé sur le film en mai 1976, Mario Bava a déclaré que La Maison de l'exorcisme n'était pas de lui « même s'il porte ma signature. C'est la même situation, trop longue à expliquer, qu'un père cocu qui se retrouve avec un enfant qui n'est pas le sien, et qui porte son nom, et qui ne peut rien y faire ». 
La Maison de l'exorcisme est sorti en Italie sous le titre La casa dell'esorcismo le 2 avril 1975, distribué par Transeuropa. Le film enregistre 118 720 entrées pour des recettes totales 90 939 354 lires italiennes en Italie. Il sort en France le 28 septembre 1977.

## Accueil critique
Parmi les critiques rétrospectives, AllMovie a estimé que « le montage original de Bava est parfois déroutant, mais il est bien meilleur que le thème de la "possession" qui a été bizarrement ajouté à La Maison de l'exorcisme. »

Marco Lanzagorta du site web PopMatters a donné au film huit étoiles sur dix, en commentant : 

« Avec son imagerie onirique et son scénario lyrique, Lisa et le Diable n'est pas un film facile à regarder. C'est un film magnifique qui se déroule dans un enfer métaphysique où la logique s'effondre de façon cauchemardesque. Mais son intrigue totalement ambiguë laisse le spectateur songeur longtemps après la fin du film. Mystérieux, effrayant et magnifique, Lisa et le Diable est un film indispensable pour les amateurs d'épouvante. »

Pour Olivier Père sur arte.tv, il s'agit d'un « film fantastique en forme d’art poétique dans lequel Bava rompt avec le scénario classique pour s’abandonner à une sombre rêverie traversée de paradoxes temporels, composant de sublimes images cramoisies d’où semblent jaillir les effluves des corps en décomposition. » Il remarque également que le personnage interprété par Telly Savalas est à l'image de Mario Bava lui-même, « maître d’ombres et de lumières capable de filmer comme personne la peur, la mort et la folie, et qui aimait se venger d’acteurs trop nuls ou trop velléitaires en les transformant en pantins agités de pulsions violentes et dérisoires. »
Sur le site de DVDclassik, Damien Le Ny écrit « Bava, dans Lisa et le Diable, ne cède pas aux habituels passages obligés de ce type de production. Evitant des scènes mélodramatiques ou sanguinolentes trop importantes, il met avant tout l’accent sur un puissant onirisme gothique et organise un vrai ballet macabre, un poème digne d’Edgar Poe. Le manoir dans lequel se retrouvent coincés Lisa mais aussi Sophia et son mari Francis, couple bourgeois en crise, est bien l’une des demeures du diable... qui subira un exorcisme nécessaire. Le décorum du lieu, entre boiseries magnifiques et grandes pièces austères, lumières violacées et bougies, animaux empaillés et sculptures, colonnes et vitraux, objets de toutes sortes et jardin jonché de monuments et constructions venus de Grèce antique, finit d’imposer une ambiance pesante et angoissante. »
D'après films-horreur.com, « les personnages finissent tous les uns après les autres par devenir les automates qu’anime le flippant Telly Savalas (oui, le futur Kojak !), en sublime incarnation du Démon [...] C’est que, selon Mario Bava (du moins est-ce là ce que nous pressentons en regardant ses films), l’homme n’est qu’un résidu de la fatalité. Ses actes ne sont rien d’autre que de vulgaires gesticulations, qui l'entraîneront de toute façon vers la mort. »